# Эркеч-Там
Эркеч-Там (Эркеш-Там, Иркештам, кирг. Эркеч-Там) — высокогорное село на востоке Алайской долины в Ошской области Кыргызстана, на одноимённом перевале, на государственной границе с Китаем. Расположено на правом берегу реки Кашгар (Кызыл-Суу, бассейн Тарима), у впадения притока Мультабар, в 50 километрах к востоку от Сары-Таша, примерно в 250 километрах к западу от Кашгара и в 238 километрах от Оша.

## Этимология
Топоним «Эркеч-Там» упоминается в эпосе Манас.

## История
Весной 1878 года туркестанский генерал-губернатор Константин Петрович фон Кауфман послал небольшой русский военный отряд под командованием генерал-майора Абрамова на перевал Иркештам, что вызвало осложнения российско-китайских отношений. Отряд должен был провести рекогносцировку и исследование ближайших к Иркештаму перевалов, где планировалась российско-китайская граница. Абрамов пригласил китайских чиновников принять участие в обозначении границы. 29 июня на перевал Иркештам прибыл амбань Дарын с войском, который заявил, что Иркештам принадлежит империи Цин. По приказу Кауфмана было построено небольшое укрепление на Иркештаме, чтобы обозначить принадлежность Российской империи. Оставив на Иркештаме пост Абрамов вернулся в Ферганскую область.
Укрепление Иркештам было построено в 1885 году. Колёсная дорога соединяла Иркештам с укреплением Гульча. До революции 1917 года в России через пограничный пост Иркештам велась активная торговля с Хотаном. Ввозились кожи, квасцы, шерсть, ковры и другие товары, а вывозились хлопчатобумажные ткани, краски, железо и другие товары.
22 октября 1919 года в селе Эркеш-Там состоялся съезд курбаши (лидеров местного басмачества), на котором было учреждено Временное Ферганское правительство.

## Пункт пропуска через государственную границу
В 2002 году открыт пункт пропуска через государственную границу «Иркештам-автодорожный», один из двух пунктов пропуска через киргизско-китайскую границу (второй — «Торугарт-автодорожный», расположен на Торугартском перевале, в 165 км на северо-восток). Через Эркеч-Там проходит одна из двух основных ветвей Великого шёлкового пути, связывающего Запад и Восток: Ош — Сары-Таш — Эркеч-Там — Кашгар (другая: Ош — Узген — Мырза-Аке — Кара-Кулджа — Алайкуу — далее по проселочной дороге до Кашгара). Автодорога Ош — Сары-Таш — Эркеч-Там в перспективе свяжет всю Центральную Азию с Китаем и Индостанским субконтинентом. Узбекско-китайское совместное предприятие Silk Road International (SRI) в сентябре 2018 года наладило перевозки грузов по транспортному коридору Ташкент — Андижан — Ош — Эркеч-Там — Кашгар.